# Anke Stessun
Anke Stessun, geb. Gottschalk (* 1964 in Stolzenau) ist eine deutsche Journalistin, Dozentin und Kommunikationsberaterin.

## Leben
Anke Stessun (geborene Gottschalk) ging in Nienburg/Weser auf die Albert-Schweitzer-Schule. Nach ihrem Abitur studierte sie in Göttingen und Berlin Soziologie und Publizistik. Sie schloss das Studium 1992 mit dem Magister Artium ab. Danach Volontariat beim SFB (heute rbb). 1995 arbeitete Gottschalk als politische TV-Reporterin beim Sender Freies Berlin. Anschließend war sie Redakteurin im Landesstudio Berlin für die ProSiebenSat.1 Media und von 1997 bis 1999 für den Sender Hauptstadtkorrespondentin in Bonn. Danach arbeitete sie als Hauptstadtkorrespondentin und News Anchor für den Nachrichtensender N24 in Berlin. Anke Gottschalk war als Reporterin u. a. bei den US-Wahlen 2000 in Washington D.C. und dort auch vertretende Studioleiterin.
Ab 2004 war sie Moderatorin der Fernsehsendungen 18.30 – Sat.1 Nachrichten sowie der Spätausgabe Sat.1 News – Die Nacht. 2010 hat Anke Stessun den Fernsehsender N24 verlassen, um als Kommunikationsberaterin, Dozentin und Medientrainerin für Politiker, Pressesprecher, CEOs und NGOs zu arbeiten.

## Belege
1. ↑  Weg von N24: May, Hagemes und Co. -  Quotenmeter.de

| Personendaten    | Personendaten                                |
| ---------------- | -------------------------------------------- |
| NAME             | Stessun, Anke                                |
| ALTERNATIVNAMEN  | Gottschalk, Anke (Geburtsname)               |
| KURZBESCHREIBUNG | deutsche Journalistin und Fernsehmoderatorin |
| GEBURTSDATUM     | 1964                                         |
| GEBURTSORT       | Stolzenau                                    |